# 美国导弹防御署
导弹防御局(Missile Defense Agency)起源于星球大战计划(SDI), 在战略防御计划的创新科学和技术办公室  领导下，物理学家和工程师詹姆斯·隆森博士，    的投资主要是在基础研究中进行的。国家实验室，大学和工业。 这些计划仍然是高能物理，超级计算/计算，高级材料以及许多其他重要科学和工程学科领域的顶尖研究科学家的主要资金来源 - 资金间接支持顶级科学家的其他研究工作，在美国环境的军事预算范围内资助最具政治可行性。  它于1993年更名为弹道导弹防御组织 ，并于2002年更名为导弹防御局。  现任主任是美国空军中将希思·A·柯林斯。 
1993年， 苏联迅速解体导致战略环境的迅速变化导致比尔·克林顿专注于战区弹道导弹和类似威胁，并将其改名为弹道导弹防御组织BMDO。 随着乔治·W·布什更加关注全球化，2002年该组织成为导弹防御署。
导弹防御局部分或全部负责开发多种弹道导弹防御系统，包括爱国者PAC-3 ，神盾戰鬥系統 ， THAAD和陆基中段防御系统。 他们还领导了许多其他项目的开发，包括多弹头杀伤载具和更新的多弹头杀伤载具， 动能拦截器和机载激光拦截器 。 作为SDI和BMDO工作的继承者，导弹防御署继续资助高能物理，超级计算/计算，高级材料以及许多其他科学和工程学科的基础研究。 

## 主要任务
根据该机构的网页： 

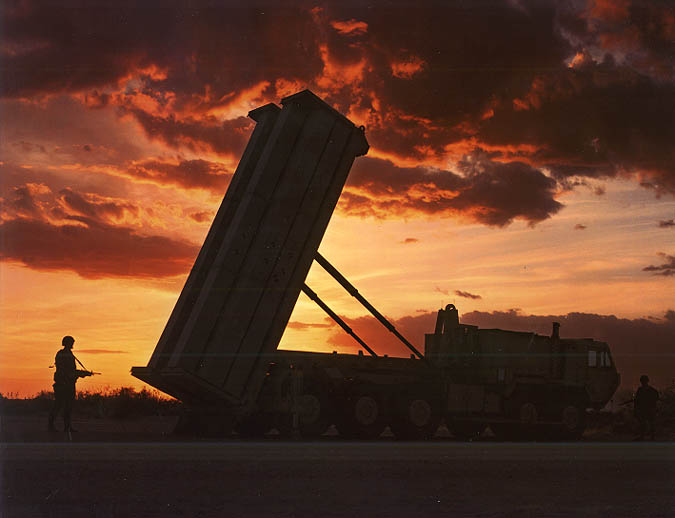
THAAD反弹道导弹发射车

导弹防御署的任务是开发，测试以及导弹防御系统的部署。使用空基，海基，陆基，太空传感器对来袭导弹进行监视以及拦截。计划中的导弹拦截系统能拦截所有型号的导弹。同时对导弹拦截系统的能力进行评估。.

## 国际任务

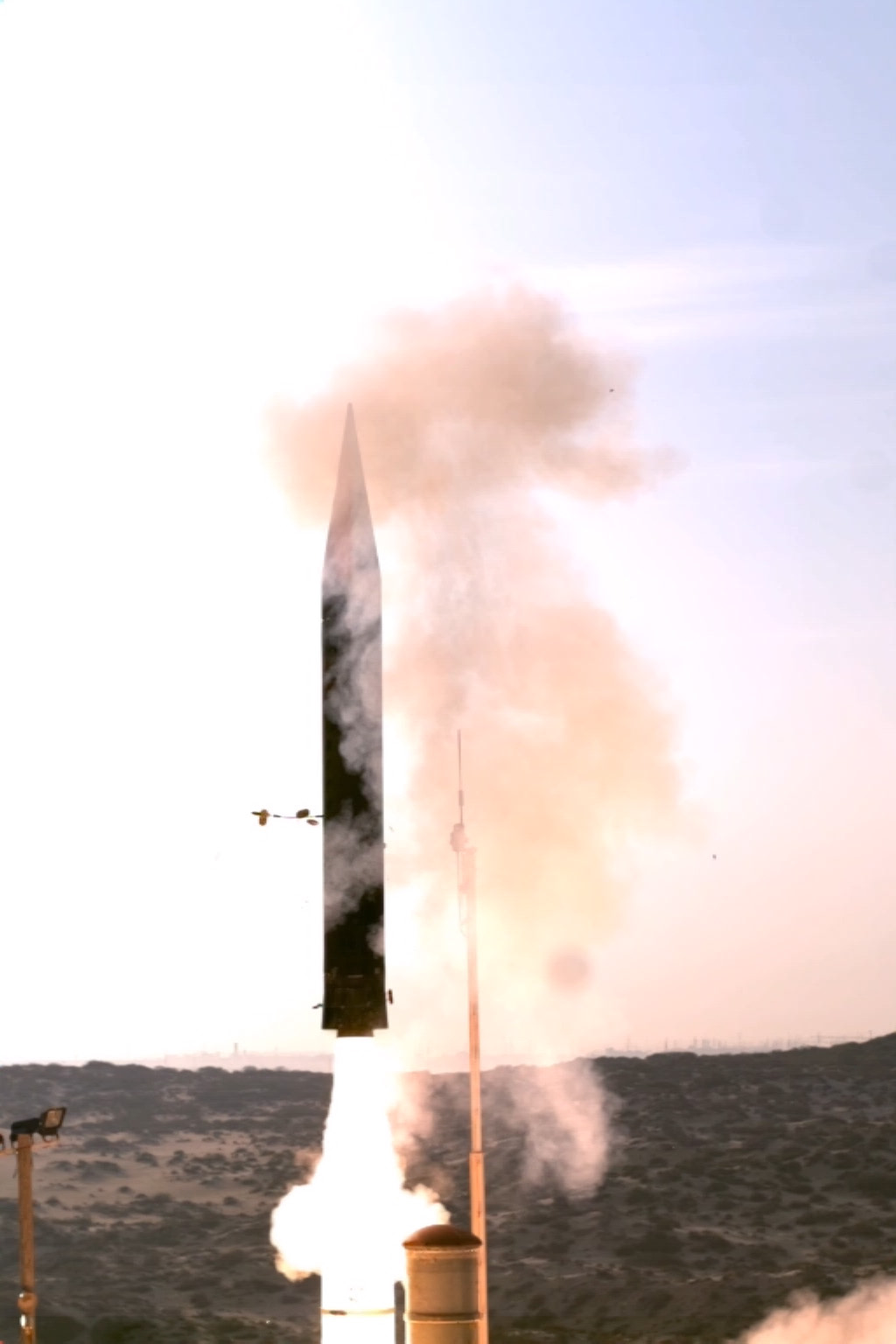
Arrow 3是美国和以色列于2014年1月启动的共同计划

为了弹道防御署的任务能取得成功，弹道导弹防御系统(BMD)必须能够在世界不同地区运行。国际战略于2007年获得弹道防御署主任批准。 国际总体战略是： 
外展：通过与盟友和合作伙伴分享信息，促进全球弹道导弹防御，宣传导弹防御的重要性。
能力和互操作性：识别并整合美国和合作伙伴系统，以创建全球导弹防御系统。 促进盟友之间的互操作性。
技术：识别和评估支持弹道导弹防御功能的可能的国际技术。
投资：与盟友和合作伙伴一起确定并执行投资机会。
劳动力：塑造一支合格的员工队伍来执行美国弹道防御署国际战略。
截至2017年，导弹防御署正在德国，罗马尼亚，波兰，日本，卡塔尔，沙特阿拉伯和阿拉伯联合酋长国开展任务。 

## 美国的潜在威胁
使用先进的液体或固体推进剂推进装置的弹道导弹系统正变得越来越灵活，越来越准确并且能够在更远的距离上命中目标，并且正在全球范围内扩散。 
- 伊朗目前拥有带有制导系统的短程和中程导弹。 伊朗发射中程固体燃料弹道导弹，证明了它能够击中以色列和南欧的目标。 [17] 伊朗还于2009年2月2日成功发射了萨菲尔太空运载火箭。 据推测，洲际弹道导弹的发展并不遥远。 据情报报道，导弹可能是在2010年至2015年之间建造的，也许是在俄罗斯和朝鲜技术的帮助下。 [18] [19]
- 朝鲜目前正在部署能够袭击日本和韩国的芦洞弹道导弹，并正在开发一种可以到达关岛和阿留申群岛的新型中程弹道导弹（IRBM）。 他们还成功地展示了发射能够到达美国的大浦洞2洲际弹道导弹所需的分段和分离技术。 [20] 大浦洞导弹于2006年首次测试,并在第40秒失败。 众所周知，朝鲜导弹技术是不可靠的，许多朝鲜导弹试验都失败了,包括最近在2009年和2012年发射的大浦洞-2号， [21]以及2016年BM25舞水端导弹的发射失败。 [22] 2017年1月1日，朝鲜首次宣布了对洲际弹道导弹测试的最后准备。 [23] 2017年3月6日，朝鲜在东仓里发射了4枚导弹， [24] 在当地时间7：36发射了一个已知的远程导弹基地，其中一枚降落在日本海，其余三枚导弹落在日本经济区。 [25] 2017年7月4日，朝鲜发射了一种有可能成为洲际弹道导弹的弹道导弹。它飞入太空并落在日本海。 五角大楼的声明说：“此次发射继续表明朝鲜对美国和我们的盟国构成了威胁。” [26]
- 叙利亚已被确定为拥有短程弹道导弹的国家（从朝鲜和伊朗购买设备）。 [16] :p.19/61

## 分类

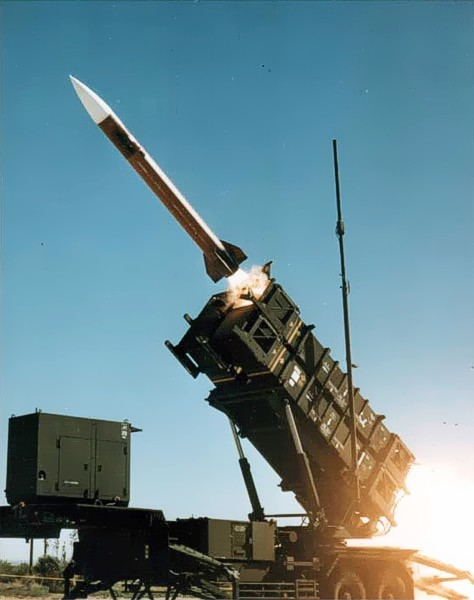
MIM-104爱国者 地对空导弹 （SAM）具有反弹道导弹能力

导弹防御署将其系统分为四个阶段：加速段，上升段，中段和末端，每个阶段对应于威胁弹道导弹飞行机制的不同阶段 。 每个阶段为导弹防御系统提供不同的优点和缺点（参见导弹防御），每个防御区域的地理位置决定了可以采用的系统类型，因此灵活和分层防御方法概念应该总体上改善防御效力。 你拦截它的机会越多，成功的机会就越大。
或者，活动分为五个“Block”。 例如，Block 4.0是“从有限的伊朗远程威胁中捍卫盟军和部署在欧洲的部队并扩大对美国国土的保护”。 其中包括将在波兰建造的美国导弹防御综合体 ，以及目前位于夸贾林环礁的罗纳德里根弹道导弹防御试验场的欧洲中程雷达（EMR），该试验场将迁至捷克共和国 。   然而，该计划于2009年9月17日被奥巴马政府取消。 
提升阶段
可以拦截所有导弹射程，但导弹助推阶段只需一到五分钟。 这是追踪导弹的最佳时机，因为它明亮而炎热。 导弹防御拦截器和传感器必须靠近发射地点，这并非总是可行。 这是最理想的拦截阶段，因为它在最脆弱的地点早期摧毁导弹，而碎片通常会落在发射国的领土上。
上升阶段
这是动力飞行后但在远地点之前的阶段。 它比增强阶段截距要小得多，成本更低，最大限度地减少了碎片的潜在影响，并减少了击毁导弹所需的拦截器数量。
中段阶段
这个阶段在助推器关机并开始在太空中滑行之后开始。 这可以持续长达20分钟。 任何残留的碎屑在进入大气层时都会燃烧。 地基导弹防御系统可以在此阶段防御远程和中程弹道导弹。 移动元素可以在中途防御中短程导弹。
终端阶段
这一阶段是拦截弹头的最后机会。 这包含了最不理想的拦截点 （IP），因为几乎没有错误的余地，拦截可能会发生在靠近防守目标的地方。 

## 加速阶段防御
- 动能拦截器 （KEI） - 2003年12月，导弹防御署与诺斯诺普·格鲁曼签订了开发和测试合同。 它必须从离目标导弹发射场不太远的地方发射（因此不太适合大国），它必须在发射目标后很快发射，而且必须非常快地增加到很高的速度（6千米/秒）。 2009年，国防部和导弹防御署确定诺斯诺普·格鲁曼无法在技术上实现突破后取消该计划，在其后期预算提交中不再分配资金。 [30]
- 波音YAL-1机载激光器（ABL） - ABL团队于1996年提出并赢得了该系统的合同。 2010年1月，一架安装在改装过的747客机上的高能激光器用于拦截测试目标[31]并于次月成功拦截了两枚测试导弹。 [32] 虽然由于担心其现有技术的实用性而取消了该计划（虽然成功的系统仍然非常短暂，可能需要在防御严密的空间内进行拦截）但YAL-1有助于展示这种潜力。一个系统。 能够快速部署到世界任何地方，使得潜在的未来系统极具吸引力，拦截大量导弹的能力也是如此。
- 以网络为中心的空中防御元素 （NCADE） - 2008年9月18日，雷神宣布获得1000万美元的合同，继续研究和开发基于AIM-120 AMRAAM的导弹防御系统NCADE。 [33]

人们可以区分拦截弹头而只是使其失去加速能力。 后者存在“自由坠落”的风险：使发射场和目标位置之间的国家受到损害。 
另见国家导弹防御系统 。 

## 上升阶段防御
- 上升阶段拦截 （ API ） - 正在开发和设计新兴拦截技术，以便在其上升阶段击败发射的导弹。 这个阶段是在提升阶段之后和威胁导弹的远地点（中途）之前。 上升阶段拦截程序仍然为最高机密，因此几乎没有相关信息。

## 中段（弹道）阶段防御
- 陆基中段防御 （GMD）
- 宙斯盾弹道导弹防御系统 （宙斯盾BMD）
- 多杀伤载具 （MKV，原本是微型杀伤载具）：国防部暂时取消了MKV计划。 [34]

## 末端阶段防御
- 战区高空防御导弹 （THAAD）
- 爱国者-3（PAC-3）
- 飞箭式防空导弹 ，美国和以色列共同开发
- 中型扩展防空系统 （MEADS）， 美国国防部,德国和意大利共同发展计划。